# Förnuft och högmod
Förnuft och högmod: artiklar - prosa - pjäser är en bok av Lena Andersson, utgiven på Natur & Kultur 2011. Boken är en samling av texter och artiklar ur Dagens Nyheter och tidningen Fokus, samt fyra teaterpjäser om religionens roll i samhället. En reviderad upplaga av boken utkom 2016 vid namn Förnuft och högmod 2.